# Schimpen
Schimpen is een gehucht van Kuringen, een deelgemeente van de Belgische gemeente Hasselt. Dit gehucht is gelegen ten zuidwesten van Kuringen waarvan het wordt gescheiden door spoorlijn 35 en de A13-E313. In 2008 telde Schimpen en de omliggende bebouwing zo'n 509 inwoners. De naam Schimpen zou gebaseerd zijn op het 15e-eeuwse 'scemppen' en zou etymologisch verbonden zijn met het werkwoord schimpen.
Schimpen was in de 13e eeuw een landbouwrecht van de graven van Loon die in dezelfde periode hun intrek namen in het nabijgelegen Prinsenhof.
In het gehucht bevindt zich eveneens een van de watertorens die instaan voor de drinkwatervoorziening van Hasselt. 
Schimpen ligt in Vochtig-Haspengouw.

## Bezienswaardigheden
Het Kasteel van Schimpen is een herenhuis, gebouwd in 1870 in eclectische stijl en gesierd door een zeskantig hoektorentje. Architect was Bidaut. Het geheel is gelegen in een ruim park.